# Wendt-Lundh
Wendt-Lundh är ett låtskrivarpar från Skövde, bestående av Mikael Wendt och Christer Lundh. Tillsammans har de skrivit hundratals dansbands- och poplåtar ihop, bland annat flera åt Lotta Engberg.

## Samskrivna låtar
- Sommar i Sverige, Sven-Ingvars 1994
- Ikväll (tänds stjärnorna), Vikingarna 1995
- Tillsammans, Midnight Band 2000
- Alla lyckliga stunder, framförd av Lotta & Anders Engbergs orkester 1993
- Allt jag vill säga, framförd av Lotta & Anders Engbergs orkester 1992
- Blå vackra ögon, framförd av Kikki Danielsson 1993
- Caribian Life, framförd av Kikki Danielsson 1993
- De ensammas promenad, framförd av Arvingarna 1997
- En liten stund på Jorden, en ballad framförd av Lotta Engbergs år 2000
- En allra sista chans, text på svenska till Achy Breaky Heart, framförd av Kikki Danielsson 1993
- En cowboy från Oklahoma, text på svenska till That's all I've Got, framförd av Kikki Danielsson 1993
- En gång till, som Lotta Engberg tävlade med i den svenska Melodifestivalen 1990 (åttonde plats).
- En sensation, som Peter Jöback tävlade med i den svenska Melodifestivalen 1990 (nionde plats).
- Fyra Bugg & en Coca Cola, som Lotta Engberg sjöng då den vann den svenska Melodifestivalen 1987 (första plats, 12:e plats i  Eurovision Song Contest 1987).
- Gyllene tider, text på svenska till Blame it on Texas, framförd av Kikki Danielsson 1993
- Här med dig, framförd av Kikki Danielsson 1993
- Håll om mig nu, framförd av Lotta Engbergs 1996
- Jag ska aldrig lämna dig, framförd av Kikki Danielsson 1993
- Jag ger dig allt, Jessica Pilnäs 1995
- Som en sol, en ballad framförd av Kikki Danielsson 1993
- Så håll om mig, framförd av Kikki Danielsson 1993
- Tusen skäl att stanna, framförd av Lotta & Anders Engbergs orkester 1992
- Tusen vackra bilder, en upptempolåt framförd av Lotta & Anders Engbergs orkester 1990
- Vad som än händer, framförd av Kikki Danielsson 1993
- Bôrna Rap, Rulle Lövgren m fl 1990
- Världens bästa servitris, framförd av Lotta & Anders Engbergs orkester 1991